# 千田幸信
千田 幸信（ちだ ゆきのぶ、1950年9月29日 - ） は、日本の実業家、ゲームプロデューサー。スクウェア・エニックス・ホールディングス取締役。岩手県出身。親類に千田善や吉田戦車がいる。

## 経歴
- 1972年、東海大学工学部を中退。
- 1974年、CISに入社。
- 1976年、ソフトウエア興業（SIC）に入社。
- 1981年9月、東芝のコンピュータ販売代理店だったエム・シー・ビーに入社。
- 1982年8月、福嶋康博とともにエニックス設立に参画し、取締役に就任。
- 1989年、エニックス常務に就任。
- 1992年、同社専務に就任。
- 2000年、同社副会長に就任。
- 2002年、同社取締役に就任。
- 2003年4月、スクウェア・エニックス取締役。
- 2008年10月、スクウェア・エニックス・ホールディングス取締役。
- 2014年、（事業子会社の）スクウェア・エニックス取締役。
- 2018年、スクウェア・エニックス取締役を退任。

## プロデューサー
1986年より2000年ごろまでドラゴンクエストシリーズのプロデューサーを務めた。
『ポートピア連続殺人事件』の堀井雄二が、千田にファミリーコンピュータ（以下、ファミコン）でのRPGの製作を提案する。当時のファミコンはアクションゲーム、シューティングゲームなどが主流であり、当時本格的なRPGはマニアがパソコンでやるジャンルという扱いであったため、エニックス社内では反対の声もあったが、最終的に千田がゴーサインを出し、ファミコン初の本格的RPG『ドラゴンクエスト』の開発・製作が始まった。
ゲーム内でたびたび登場する「ゆきのふ」という人物は、彼をモデルにしている。
ドラゴンクエストシリーズでは『I』～『VII』までの間プロデューサーを務めた。 その後の作品では現場から離れたが、その後も『XI』まではエグゼクティブプロデューサーなどの形でクレジットに名を連ねた（ホールディングス専任時期と重なったためかクレジットされていない『X』は除く）。

## 逸話
賞金100万円のゲームソフトのコンテストを企画し、週刊少年ジャンプの編集部へと持ち込んだ。中村光一を発掘したこのコンテストがきっかけで鳥嶋和彦との強い信頼関係を築き、『ドラゴンクエスト』の成功へとつながった。
PCでのRPGのプレイに慣れていた堀井や中村は、開発中の『ドラゴンクエスト』のレベル表示について「レベルの強さはいつでもコマンドで見られる」「自分が今レベルいくつかはだいたい分かる」と主張し、ウインドウ内の表示を出来るだけ少なくして、画面を見やすくすることを提案した。しかし、それに対して千田は「レベル表示は絶対必要だよ」と反論。千田の弁によると、『ポートピア連続殺人事件』が発売されたばかりの頃、エニックスに小学生のプレイヤーから質問の電話がかかってきて、電話の向こうでわいわいとにぎやかに楽しんでいる声が聞こえてきたという。それを体験した千田は、「ファミコンはパソコンのようにひとりで遊ぶゲームではない」「ゲームセンターのようにみんなでワイワイやりながら遊ぶ、パソコンとは異なるコミュニケーションメディアだ」と力説。それを聞いた堀井と中村は、「なるほどコミュニケーションメディアですね」と返答し、その提案を受け入れることになった。
ドラゴンクエストモンスターズシリーズの『配合』システムは、馬主でもある千田が競走馬の血統をヒントに発案したものとされている。

## 馬主として
カラノテガミ、セタガヤという冠名で知られており、ほとんどの所有馬は阿部新生厩舎に預託されている。勝負服の服色は、黄、赤菱山形、緑袖赤一本輪。
- ジョンカラノテガミ（バーデンバーデンカップ）
- バロンカラノテガミ（東京スポーツ杯2歳ステークス3着）
- セタガヤズシオウ（筑前特別）

## プロデュース作品
- ドラゴンクエスト
- ドラゴンクエストII 悪霊の神々
- ドラゴンクエストIII そして伝説へ…
- ドラゴンクエストIV 導かれし者たち
- ドラゴンクエストV 天空の花嫁
- ドラゴンクエストVI 幻の大地
- ドラゴンクエストVII エデンの戦士たち
- ドラゴンクエストモンスターズ テリーのワンダーランド

### 製作総指揮
- 熱血大陸バーニングヒーローズ
- ミスティックアーク
- 天地創造
- ダークハーフ
- スターオーシャン（製造）
  - スターオーシャン セカンドストーリー
  - スターオーシャン ブルースフィア
- ドラゴンクエストモンスターズ2 マルタのふしぎな鍵
- ドラゴンクエストモンスターズ キャラバンハート（製作統括）
- スライムもりもりドラゴンクエスト 衝撃のしっぽ団（製作統括）
- スライムもりもりドラゴンクエスト2 大戦車としっぽ団（製作統括）
- 七ツ風の島物語
- グレイトヒッツ
- プラネットライカ
- ヴァルキリープロファイル
- エンドネシア
- グランディア エクストリーム
- スナップキッズ